# Presa di Minorca (1708)
La presa di Minorca fu una battaglia combattuta nel corso della guerra di successione spagnola dal 14 al 21 settembre 1708. A seguito della vittoria delle truppe della Grande Alleanza in questo scontro, i britannici occuparono militarmente l'isola e se ne videro riconoscere il possesso ufficialmente nel 1713 meditante il trattato di Utrecht, mantenendone il possesso sino al 1802 quando essa tornò alla Spagna.

## Antefatto
Dal 1702 la guerra di successione spagnola si stava combattendo per decidere il successore di re Carlo II, deceduto senza eredi, al trono spagnolo. L'Inghilterra e l'Olanda si erano schierate a supporto del candidato austriaco mentre la Francia ed i suoi alleati avevano supportato Filippo d'Angiò. Nel 1704 la flotta anglo-olandese aveva catturato Gibilterra e sconfitto quella spagnola nella battaglia di Malaga. Le forze alleate erano poi sbarcate in Catalogna dove avevano catturato Barcellona nel 1705. I catalani avevano in gran parte supportato il pretendente austriaco e le armate alleate.

## Lo sbarco

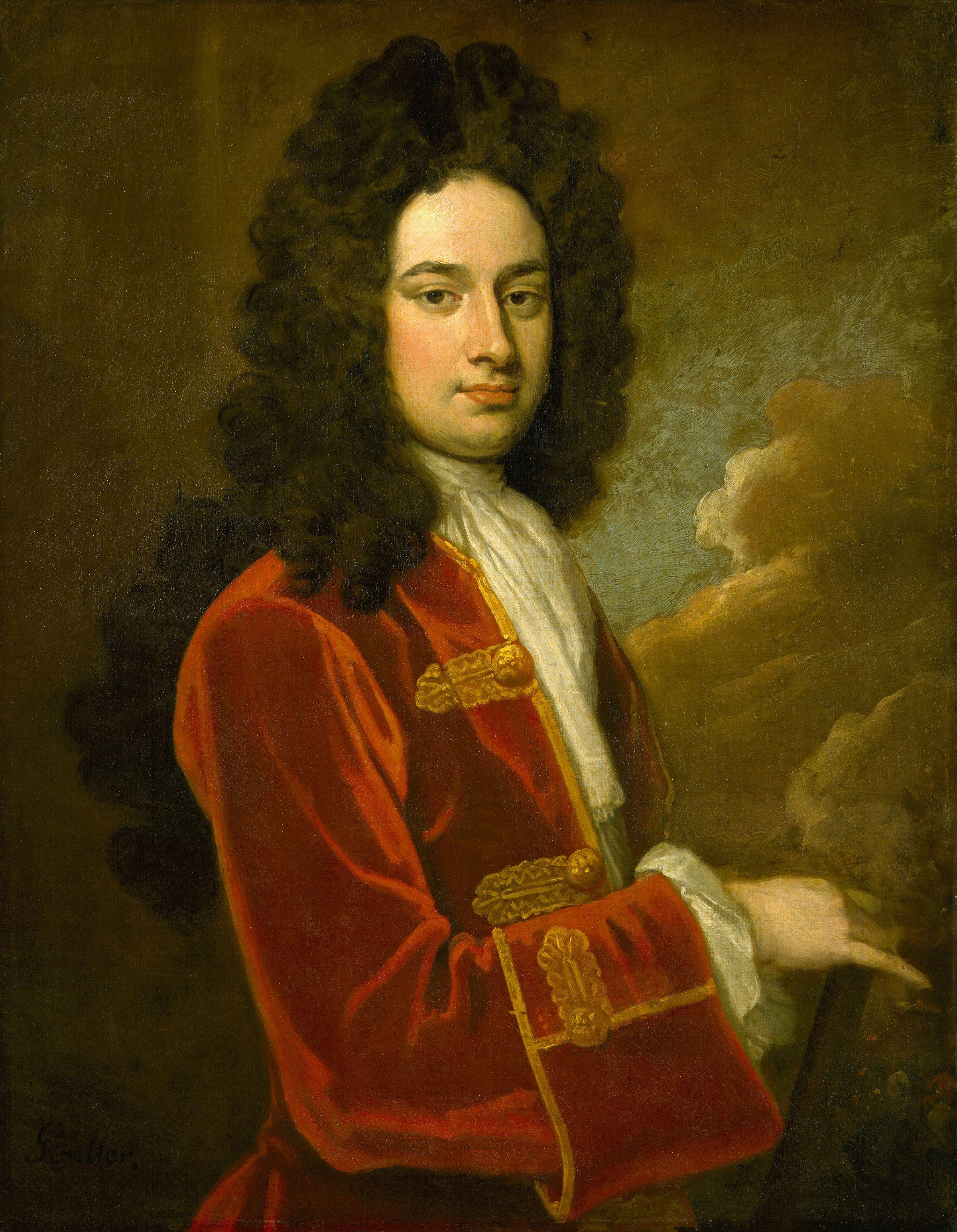
Il generale James Stanhope comandò le forze che catturarono Minorca.

Il 14 settembre 1708 una forza navale anglo-olandese al comando del generale James Stanhope sbarcò sull'isola di Minorca e pose l'assedio alla città di Mahón. Sir Edward Whitaker, con la sua nave ammiraglia, la HMS Northumberland, si unì a sir John Leake nel Mediterraneo dove prestò assistenza nella cattura di Minorca prendendo Fornells e Ciutadella de Menorca. Gli abitanti dell'isola, del resto, erano come gran parte dei catalani favorevoli alla causa austriaca, ed accolsero inglesi ed olandesi come liberatori. Una settimana dopo la guarnigione franco-olandese si arrese.

## Conseguenze
Realizzando il potenziale di Minorca come base navale per gli inglesi, le truppe britanniche si mossero a prenderne l'intero controllo — ricevendo poi pubblico riconoscimento dell'atto al Trattato di Utrecht. Gli inglesi si prodigarono largamente per ricostruire le fortificazioni dell'isola e molti dei suoi edifici, così da far letteralmente esplodere il commercio locale dopo il loro arrivo.
Gli inglesi mantennero l'occupazione dell'isola sino al 1802 quando infine essa tornò alla Spagna per diritto. Durante tutto questo periodo, Minorca divenne un'importante parte dell'architettura di sicurezza britannica nel Mediterraneo nonché una delle principali basi navali.